# Província de Wardak
La província de Wardak o Maidan Wardag (paixtu میدان وردګ persa میدان وردک; també Wardag, Vardak i altres variacions del nom) és una divisió administrativa de l'Afganistan. Té una població 540.100 habitants i una superfície de 9.934 km². La capital és Maidan Shar. La població és de majoria paixtu. El 2009 pràcticament tota la província estava en mans dels talibans.

## Districtes

Districtes de Wardak.

| Districte           | Capital | Població | Àrea  | Ethnical data(%)                     | Notes                                            |
| ------------------- | ------- | -------- | ----- | ------------------------------------ | ------------------------------------------------ |
| Chak                |         | 83.376   | 1.273 |                                      |                                                  |
| Day Mirdad          |         | 28.865   |       |                                      |                                                  |
| Hisa-I-Awali Bihsud |         | 25.079   |       |                                      |                                                  |
| Jaghatu             |         | 46.667   |       |                                      | Traslladat des de la província de Ghazni el 2005 |
| Jalrez              |         | 44.873   |       |                                      |                                                  |
| Markazi Bihsud      |         | 94.328   |       |                                      |                                                  |
| Maidan Shar         |         | 35.008   |       | 85% Paixtus, 14% Tadjiks, 1% Hazares |                                                  |
| Narkh               |         | 56,354   |       | 80% Paixtus, 15% Tadjiks, 5% Hazares |                                                  |
| Saydabad            |         | 114.793  | 1.163 |                                      |                                                  |

## Governadors (des de 1933)
- 1. Mr. Abdul Baqi “Yousafzai” 1933-?

- 2. Mr. Mohammad Ebrahim “Abbasi”

- 3. Mr. Abdul Malik “Lal Purwal”

- 4. Mr. Abdul Samad “Bakhshi” ?-1973

- 5. Mr. Abdul Qadir “Qazi” 1973-?

- 6. Mr. Amir Mohammad “Amiri” ?-1978

- 7. Mr. Ghulam Hassan 1978-1979

- 8. Mr. Azizullah “Wagarrai” 1979

- 9. Mr. Mehmood “Ghafuri” 1979

- 10. Mr. Ahmad Jan “Razma Awar” 1979-?

- 11. Mr. Ghulam Rasool “Yousufi”

- 12. Mr. Besmillah “Omar” ?-1986

- 13. Mr. Mohammad Sharif “Noori” 1986-?

- 14. Mr. Sher Mohammad “Walasyar”

- 15. Mr. Hayatullah “Raziqi”

- 16. Mr. General Mohammad Zarif “Amarkhel”

- 17. Mr. Fazal Din “Mehri”

- 18. Mr. Dr. Ezattullah “Anwari” ?-1996

- 19. Mr. Mullah Abdul Rashid 1996-?

- 20. Mr. Mullah Abdul Samad “Khanjaree”

- 21. Mr. Mullah Abdul Hakim “Haqani”

- 22. Mr. Mullah Shamsuddin ?-2001

- 23. Mr. Al-Haj Saifullah “Ahmadzai” 2001-2002

- 24. Mr. Al Haj Hamid Ullah “Tokhai” 2002

- 25. Mr. Al-Haj Raz Mohammad Dalili 2002-2003

- 26. Mr. Abdul Jabbar”Naeemi” 2003-